# Črešnje, Vrba na Koroškem
Črešnje (nemško Kerschdorf) je naselje v Občini Vrba na Koroškem v Okraju Beljak-dežela na Koroškem v Avstriji.